# Adeodat II
Adeodat II OSB (ur. w Rzymie, zm. 17 czerwca 676) – protektor benedyktynów, 77. papież w okresie od 11 kwietnia 672 do 17 czerwca 676.

## Życiorys
Pochodził z Rzymu, jego ojcem był Jowianin. Do wyboru na papieża był mnichem benedyktyńskim w rzymskim klasztorze św. Erazma na wzgórzu Celius. Podczas, gdy wybrano go na Stolicę Piotrową był już w podeszłym wieku.
Adeodat zwalczał monoteletyzm. Ponieważ nowy cesarz Bizancjum, Konstantyn IV, był monoteletą, a Adeodat odrzucił synodalne wyznanie wiary, przesłane przez cesarza, jego imię zostało wykreślone z dyptychów.
W swoim liście do Hadriana, opata z Canterbury, potwierdził egzempcję klasztoru, natomiast w liście do biskupów Galii poinformował o przywilejach klasztoru św. Marcina z Tours. Po raz pierwszy wprowadził formułę błogosławieństwa apostolskiego: Pozdrowienie i błogosławieństwo Apostolskie.
Troska o pielgrzymów i ubogich przyniosła mu szczególne uznanie.
Odrestaurował bazylikę św. Piotra i podniósł honoraria dla kleru.